# Nicola Girasoli
Nicola Girasoli (ur. 21 lipca 1957 w Ruvo di Puglia) – włoski duchowny katolicki, arcybiskup, nuncjusz apostolski na Słowacji.

## Życiorys
15 czerwca 1980 otrzymał święcenia kapłańskie z rąk papieża Jana Pawła II i został inkardynowany do diecezji Molfetta-Ruvo-Giovinazzo-Terlizzi. W 1981 rozpoczął przygotowanie do służby dyplomatycznej na Papieskiej Akademii Kościelnej. 
24 stycznia 2006 został mianowany przez Benedykta XVI nuncjuszem apostolskim w Zambii i Malawi oraz arcybiskupem tytularnym Egnazia Appula. Sakry biskupiej 11 marca 2006 udzielił mu ówczesny Sekretarz Stanu Angelo Sodano.
29 października 2011 został mianowany przez Benedykta XVI nuncjuszem apostolskim w Trynidadzie i Tobago. Równocześnie został nuncjuszem akredytowanym w innych krajach regionu Małych Antyli: na Bahamach, Dominice, Saint Kitts i Nevis, Saint Lucia, Saint Vincent i Grenadynach, Antigua i Barbudzie, Barbadosie, Jamajce, Grenadzie, Surinamie i Gujanie.
16 czerwca 2017 został skierowany do nuncjatury apostolskiej w Peru.
2 lipca 2022 papież Franciszek przeniósł go na urząd nuncjusza apostolskiego na Słowacji.